# 글로리아의 여정
《글로리아의 여정》(영어: The Glorias 더 글로리아스[*])은 2020년 개봉한 미국의 전기 드라마 영화이다. 줄리 테이머가 감독과 공동각본을 맡았다. 페미니스트 겸 사회운동가인 글로리아 스타이넘의 삶을 그린 작품으로, 그녀의 회고록 《길 위의 인생》(My Life on the Road)을 바탕으로 했다. 줄리앤 무어와 알리시아 비칸데르, 룰루 윌슨이 글로리아 스타이넘을 연기했고, 벳 미들러, 저넬 모네이, 티머시 허턴, 로레인 투세인트가 조연으로 출연했다. 2020 선댄스 영화제에서 전 세계 최초로 공개되었다.

## 줄거리
영화 '글로리아스'는 여성운동가 글로리아 스타이넘의 일대기를 다룬 전기 드라마로, 그녀의 삶을 여러 시대로 나누어 네 명의 배우가 연기한다. 어린 시절, 글로리아는 앤티크 판매원인 아버지의 자유분방한 모습과, 우울증에 시달리는 어머니 사이에서 성장한다. 어머니가 결혼 전 남성 필명으로 글을 썼었다는 사실을 알게 되면서 그녀는 글쓰기에 대한 흥미를 느낀다.
성인이 된 글로리아는 인도에서 연구원으로 활동하다 미국으로 돌아와 저널리스트로서 커리어를 쌓기 시작한다. 직장 내 성차별과 괴롭힘 속에서도 패션과 데이트 관련 기사로 성공하지만, '플레이보이 클럽'의 열악한 노동 환경에 대한 폭로 기사를 쓰면서 유명해진다. 하지만 동시에 자신의 글이 선정적으로 소비되는 것에 대한 수치심을 느끼고, 책 출판 제안도 거절한다. 얼마 후, 아버지의 갑작스러운 죽음에 큰 죄책감을 느끼고, 그 사건을 계기로 여성 운동에 관심을 갖게 된다.
흑인 여성과의 대화를 통해 흑인 여성들이 겪는 인종차별과, 백인 여성으로서 자신의 역할에 대해 고민하게 된다. 불법 낙태 경험을 고백하는 사람들의 이야기에 감명을 받고, 잡지사들이 자신이 원하는 주제를 다루도록 허락하지 않을 것이라는 사실을 깨달은 글로리아는 운동가의 길을 걷기 시작한다. 흑인 여성 운동가들과 교류하면서 연설과 활동에 대한 노하우를 배우고, 여성 이슈를 다루는 잡지 'Ms.'를 창간한다. 첫 호에서 52명의 유명 여성들과 함께 불법 낙태 경험을 공개적으로 밝히며 사회적 파장을 일으킨다.
이후 정치 활동에도 적극적으로 참여하면서 여성 평등을 위한 법안 제정을 위해 노력하지만, 결국 실패한다. 낙태 옹호 입장과 결혼 및 자녀 여부에 대한 질문에도 굴하지 않고 계속해서 활동을 펼치며 66세에 처음으로 결혼하지만, 곧 사별한다. 
2016년 미국 대선에서 힐러리 클린턴이 패배한 것에 대한 심경을 담은 글을 발표하고, 영화는 2017년 여성 행진에 참여하는 모습으로 끝을 맺는다. 실제 글로리아 스타이넘이 포함된 여성 행진대의 모습과 그녀의 연설, 그리고 전 세계 여성들의 시위 장면이 함께 보여진다.

## 출연진
- 줄리앤 무어 - 글로리아 스타이넘 역
  - 알리시아 비칸데르 - 20~40대 글로리아
  - 룰루 윌슨 - 10대 글로리아
  - 라이언 키라 암스트롱 - 유년기 글로리아
- 벳 미들러 - 벨라 아브주그
- 저넬 모네이 - 도러시 피트먼 휴스
- 티머시 허턴 - 리오 스타이넘
- 로레인 투세인트 - 플로린스 케네디
- 에니드 그레이엄 - 루스
- 킴벌리 게레로 - 윌마 맨킬러
- 모니카 산체스 - 돌로레스 우에르타
- 마코 무어러 - 바버라 조던
- 제이 허걸리 - 인터뷰어
- 마이클 라우리 - 섹시한 인터뷰어